# Министерство внутренних дел Египта
Министерство внутренних дел Египта - центральный орган исполнительной власти, который несёт ответственность за соблюдение порядка и защиту граждан Египта.

### Структура
Министерство управляет (по данным на 2007 год) Центральными силами безопасности (325 000 человек), пограничными войсками гвардии (12 000 человек). И включает в себя:
- Полицию - центральная система, находящаяся под управлением Министерства внутренних дел. МВД регулирует деятельность всей полицейской силы страны, которая разделена на несколько отделений и подразделений, выполняющих различные функции. Состоит из детективного бюро, полиции по охране правопорядка, дорожной полиции и полиции по борьбе с наркотиками.

- Полицию по охране гос. безопасности - одна из важнейших отраслей министерства, несёт ответственность за защиту гос. безопасности, предотвращение терактов и другие проблемы, связанные с нац. безопасностью.

- Пограничные войска - легко вооруженные военизированные единицы, в основном бедуины, отвечающие за наблюдение за границами, поддержание мира, борьбу с наркотиками и предупреждение контрабанды. Они организованы в 18 полков пограничной охраны. В конце 1980-х годов силы были оснащены удалёнными датчиками, приборами ночного видения, биноклями, средствами связи и транспортными средствами, а также скоростными катерами. Пограничные силы некогда входили в Министерство обороны, но в 2007 году были переданы в Министерство внутренних дел.

### История
30 января 2011 года, Египетские протестующие осадили здание министерства внутренних дел. Армия провела переговоры об урегулировании ситуации с рабочими и протестующими, в результате чего сотрудники Каира мирно покинули здание.